# El Mizaraa
El Mizaraa (în arabă المزيرعة) este o comună din provincia Biskra, Algeria.
Populația comunei este de 7.601 locuitori (2008).